# Cativé
Cativé è un comune (corregimiento) della Repubblica di Panama situato nel distretto di Soná, provincia di Veraguas. Si estende su una superficie di 131,8 km² e conta una popolazione di 822 abitanti (censimento 2010).